# ریتی اورماسکا
ریتی اورماسکا (به اسپانیایی: Riti Urmasca) یک کوه در پرو است که در Peru, Puno Region واقع شده‌است. ریتی اورماسکا ۵٬۲۰۰ متر بالاتر از سطح دریا واقع شده‌است.